# Joey Shaw
Joey Shaw (Milano, 22 agosto 1969) è un fotografo di moda italiano.

## Carriera
Negli anni ottanta acquista la sua prima fotocamera manuale, una Praktica proveniente dai Paesi dell'Est, insieme al necessario per installare la sua prima camera oscura e si specializz soprattutto sul bianco e nero e sull'utilizzo estremo della luce naturale, testando pellicole particolarmente sensibili.
Terminati gli studi tecnici commerciali e conseguito il diploma intraprende la strada della specializzazione in ambito borsa valori, lasciandola dopo breve grazie alle prime immagini pubblicate su alcune riviste.
Nei primi anni si alternava a fotografare cavalli ed animali selvatici, sino a seguire concerti e sfilate di moda tra Milano, Parigi e New York per poi orientarsi sempre più sulla moda ed il ritratto.
La prima pubblicazione importante è stata per la rivista Vogue Sposa, seguita da alcune delle principali testate internazionali e le prime collaborazioni con riviste quali Max, Fox Uomo, Maxim, sino a Cosmopolitan e Glamour, che lo hanno messo in evidenza a livello mondiale.
Nell'arco dei due anni successivi pubblica due libri, Behind the Scenes - The True Story of a Fashion Photographer e Shades of Glamour.
Ad agosto 2010 firma la copertina della rivista H mag che ritrae l'attrice Lori Loughlin.
Aprile 2012, firma la copertina ed il redazionale interno per la rivista H magazine, dove ritrae l'attore Adam Rodríguez di C.S.I. Miami.
Sarah Hyland, la giovane protagonista di Modern family viene ritratta da Joey Shaw per la copertina ed il redazionale interno della rivista H magazine per il numero del 10 maggio 2012.
Ad Agosto 2015 Shaw firma la nuova campagna pubblicitaria per la XS Publishing 
A Gennaio 2016 realizza la nuova campagna XS 
A Settembre 2016 in un'intervista pubblicata su Huffington Post, Shaw parla di moda, celebrità e modelle, oltre che di Kaia Gerber, Sarah Hyland, Anna Camp e Kendall Jenner.
Ad Aprile 2018 esce la nuova campagna ideata da Shaw per Editoriale Italiano. La provocatoria campagna riprende i temi scottanti dell'attualità ed è intitolata "Fino a Prova Contraria". 

## Calendari
Shaw ha fotografato due calendari per la rivista NeXt. Il primo, glamour, con la modella Zsuzsanna Ripli a Lanzarote  e il secondo, di moda, realizzato a Milano.

## Libri
- "The true story of a fashion photographer" - ISBN 978-88-902482-1-4 (2007)
- Shades of glamour" - ISBN 978-88-902482-3-8 (2009)